# Ariel Vera
Ariel Antonio Vera Montanía (Villarica, Guairá; 21 de octubre de 1991) es un futbolista paraguayo, juega de lateral izquierdo o mediocampista y es surgido de las divisiones menores del club Huracán, en Argentina.
Actualmente juega en Berazategui, que disputa el campeonato de Primera C. 

## Trayectoria

### Huracán
Surgido de las inferiores de Huracán, su posición era de Defensor y estuvo unos pocos partidos en Primera en la temporada 2012-13, pero como suplente.
Fue convocado para estar en la pretemporada del torneo 2013-14, pero no le resultó, por lo que prontamente a mediados de 2014, fue cedido en préstamo al Club Atlético General Lamadrid, volviendo a Huracán en diciembre de dicho año.
Un año después, el 30 de diciembre de 2015, el club anunció en su página oficial que el contrato de Vera no había sido renovado, por lo que esto, lo desvinculaba oficialmente del club.

### Club Atlético General Lamadrid
Llegó por primera vez al Carcelero a mediados del 2014 por un préstamo de media temporada, disputando solo 16 partidos, sin goles.
Ya que su contrato previo con Huracán no fue renovado, en 2016, fue comprado por General Lamadrid, club con el que había estado jugando durante media temporada en 2014, cuando este disputaba el campeonato de Primera C.
Juega en la posición de mediocampista, a pesar de que fue defensa en Huracán.

### Club Atletíco Atlas
El 1 de enero de 2022 es transferido a Club Atlético Atlas.

### Real Pilar F.C
A inicios de enero del 2024 llegaba a Real Pilar Fútbol Club.

### Asociación Deportiva Berazategui
A inicios de 2025 Ariel Vera es transferido a Berazategui, llegando como agente libre 

## Clubes
| Club                      | País      | Año             |
| ------------------------- | --------- | --------------- |
| Club Atlético Huracán     | Argentina | 2012 - 2015     |
| General Lamadrid (cesión) | Argentina | 2014            |
| General Lamadrid          | Argentina | 2016 - 2021     |
| Atlas                     | Argentina | 2022 - 2024     |
| Berazategui               | Argentina | 2025 - Presente |